# Jardí Hama-Rikyū
El jardí Hama-Rikyū (浜離宮恩賜庭園, Hama-rikyū Onshi Teien, 'jardí del palau aïllat de la platja, do imperial') és un jardí japonès a Tòquio. Aquest jardí de passeig (kaiyū-shiki) és prop del barri de Shiodome, al districte de Chūō, a la desembocadura del riu Sumida, a la badia de Tòquio. La seva superfície és de 25 hectàrees, i és vorejat per tres costats per una fossat ple d'aigua de mar.
El jardí existeix d'ençà el segle XVII; al seu inici, formava part d'una vil·la del clan Tokugawa. És obert al públic d'ençà 1946. És un dels 29 «indrets de bellesa excepcional del paisatge» del Japó, segons la classificació del Ministeri de Cultura.
El jardí es divideix en dues parts: la més antiga (període Edo) al sud, centrada sobre l'antic jardí del daimyo, i on es troba una llacuna que s'omple amb la marea alta, i un jardí més recent al nord, condicionat durant l'era Meiji.

## Història

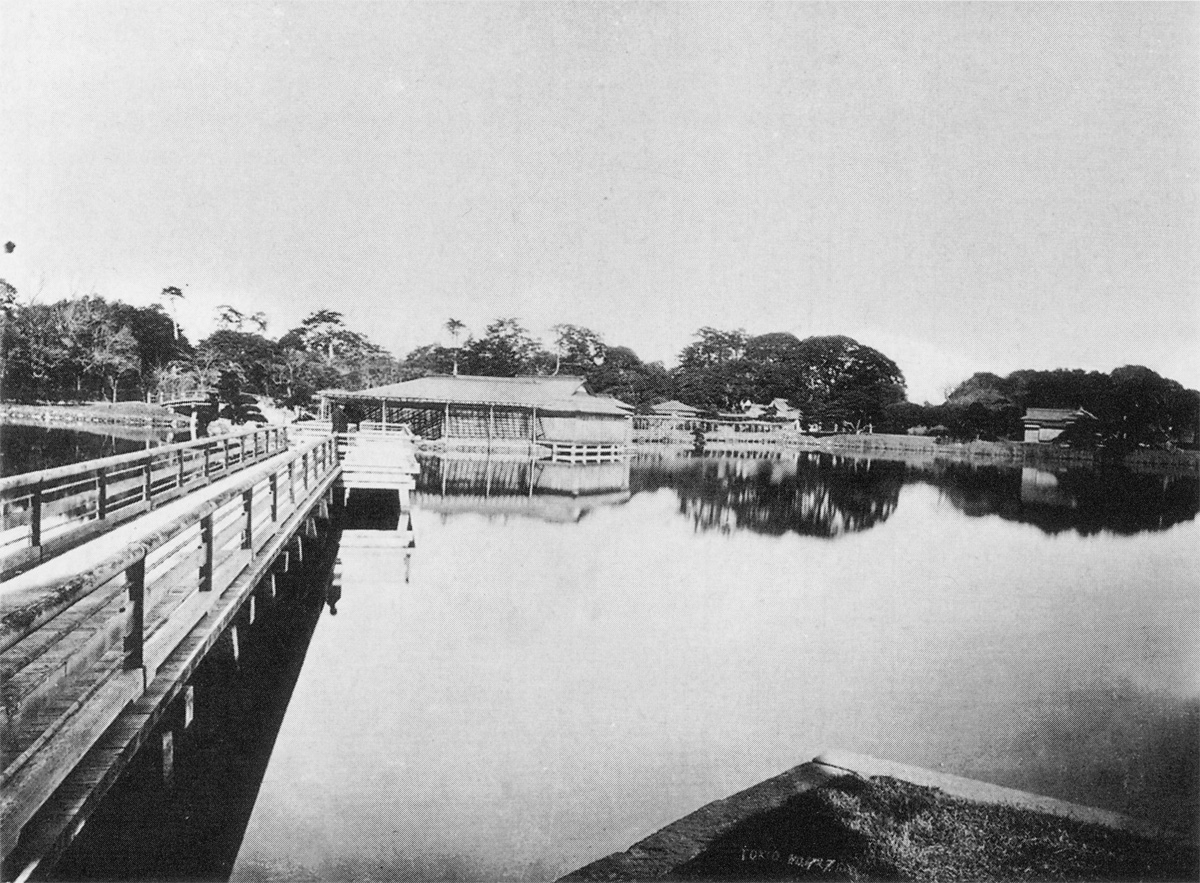
Nakajima-no-ochaya el 1893

El terreny on se situa el jardí era a l'origen una zona pantanosa en rivet de la badia de Tòquio, que s'omplia d'aigua de mar amb la marea alta. Hi havia dues cabanes construïdes per a la caça de l'ànec. El 1654, el segon germà de Tokugawa Ietsuna, Tsunashige Matsudaira, en decideix l'ompliment parcial, per tal de construir-hi una residència i un jardí, destinats a acollir els daimyos de visita a Edo. Aquesta és anomenada Kōfu Hama-yashiki ('pavelló de platja de Kōfu', i és Tsunashige Matsudaira el senyor de Kōfu). Sota el shogunat del seu fill Tokugawa Ienobu, la vil·la passa a estar sota el control directe del clan Tokugawa, i es fa Hama-Goden ('palau de platja'). La vil·la crema una primera vegada el 1725, amb tots els altres edificis, durant un greu incendi que malmet tot l'indret. El jardí és restaurat i progressivament és condicionat pels shoguns successius, que hi fan construir diverses cases de te, com la casa de te de l'Oreneta o la casa de te del Pi.
El jardí pren la seva forma definitiva sota el shogunat de Tokugawa Ienari.
El 1867, just abans de la Restauració de Meiji, la finca és transferida al Ministeri de la Marina. L'any següent, després de la restauració, és altre cop transferida, aquesta vegada al Ministeri d'Afers Estrangers. El seu nom esdevé Hama-rikyū ('palau aïllat de la platja') i serveix per a l'acollida de dignataris estrangers. El 1869, s'hi construeix el primer edifici de pedra a l'occidental del Japó, Enryoukan. El 1879, poc després de la seva sortida de la Casa Blanca, Ulysses S. Grant s'hi queda durant dos mesos durant la seva visita al Japó. L'edifici és destruït el 1889. La finca passa més tard a estar sota el control directe de la casa imperial.
El terratrèmol de Kantō de 1923, després els bombardeigs durant la Segona Guerra Mundial, hi provoquen danys considerables. El novembre de 1945, la família imperial cedeix el jardí a la ciutat de Tòquio, i obre al públic l'1 d'abril de 1946.
El 22 de novembre de 1952, el jardí obté l'estatut d'«indret cèlebre» així com d'«indret d'alta importància històrica», segons la llei de protecció dels béns culturals.

## Elements destacables

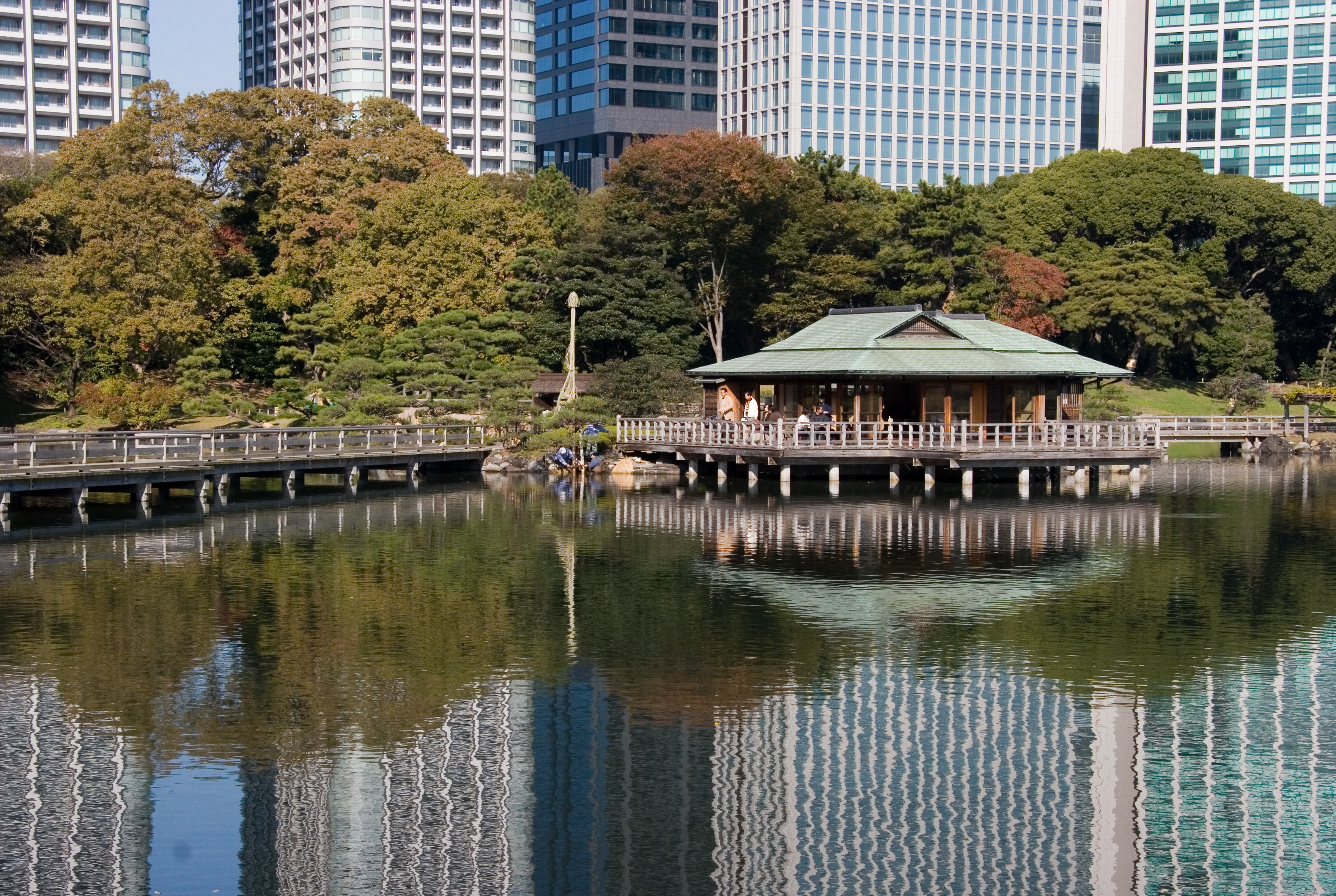
Nakajima-no-ochaya

- Shiori-no-ike (潮入の池, 'llacuna de la marea ascendent'): la més gran de les basses del parc, és una llacuna artificial en què el nivell varia en funció de la marea, mitjançant una porta de resclosa. Nombrosos peixos d'aigua de mar hi viuen, com ara muls o anguiles. Nakajima (中島, 'illa central') és una illa construïda enmig de la llacuna, connectada a la riba per tres ponts, i en destaca O-tsutai-bashi, un pont en hinoki fals-xiprer de 118 metres.
- Nakajima-no-ochaya (中島の御茶屋, 'casa de te de l'illa central') és una casa de te instal·lada sobre aquesta illa, sempre en activitat. Construïda el 1707, oferia una vista sobre el mar; era un lloc de distensió de la noblesa d'Edo. Ha estat destruïda el 1724 i el 1944, i ha estat restaurada en la seva forma original el 1983.
- Matsu-no-ochaya ('casa de te dels pins') era una altra casa de te a la riba nord de la llacuna. Prenia el seu nom dels pins que l'envoltaven, o que estaven dibuixats sobre el shōji ('plafó corredís') d'entrada. Va ser destruïda durant els bombardeigs de novembre de 1944.
- Sanhyakunen-no-matsu (3百年の松, 'pi tricentenari'): aquest pi ha estat plantat el 1709, sota el shogunat de Tokugawa Ienobu, per Ienobu mateix segons certes fonts. És el major pi negre de Tòquio.
- Kamoba: dos indrets estan condicionats per a la caça de l'ànec, Koshin-do kamoba (1778) i Shizen-za kamoba (1791 o 1795). Cadascuna d'aquestes basses té una illa central, concebuda per a la nidificació, i diversos braços d'aigua; les ribes són cobertes d'una vegetació densa que protegeix els ànecs dels depredadors. Cabanes camuflades (hikibori) serveixen per a la seva observació, i els ànecs eren capturats amb xarxes.
- Kamozuka: aquest monument funerari ha estat construït el 1935 per reconfortar l'esperit dels ànecs morts.
- Umite chaya: aquesta casa de te construïda el 1707 prop de la costa oferia una vista del mar, els vaixells i els pescadors. Fou destruïda durant el terratrèmol de 1923.
- Shogun O-agariba: aquest embarcador era utilitzat pel shogun. El darrer shogun, Tokugawa Yoshinobu, hi desembarcà el 1868 després de la seva derrota en la batalla de Fushimi-Toba. Ha estat malmès per un tifó el 1949.
- Camp de peònies i parterre de flors: aquests camps de flors contenen 800 espècies, de les quals 60 són peònies. El jardí ofereix aquí un net contrast amb les torres de Shiodome.
- Kyu-Inabu Jinja (antic santuari d'Inabu), construït el 1895 sobre l'emplaçament d'un santuari del període Edo, destruït per un terratrèmol el 1894, ha estat renovat el 2005.

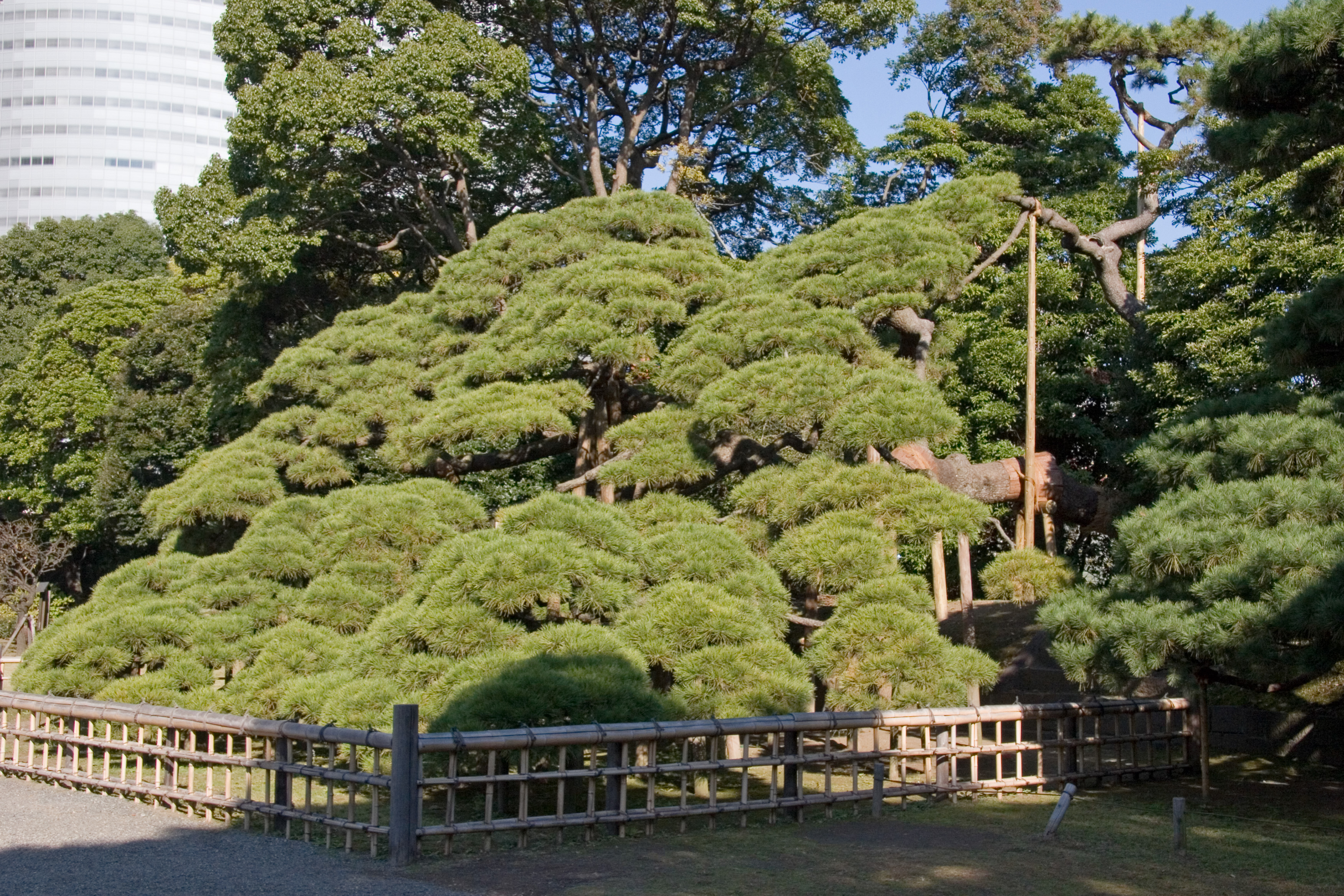
Sanhyakunen-no- matsu (pi tricentenari)
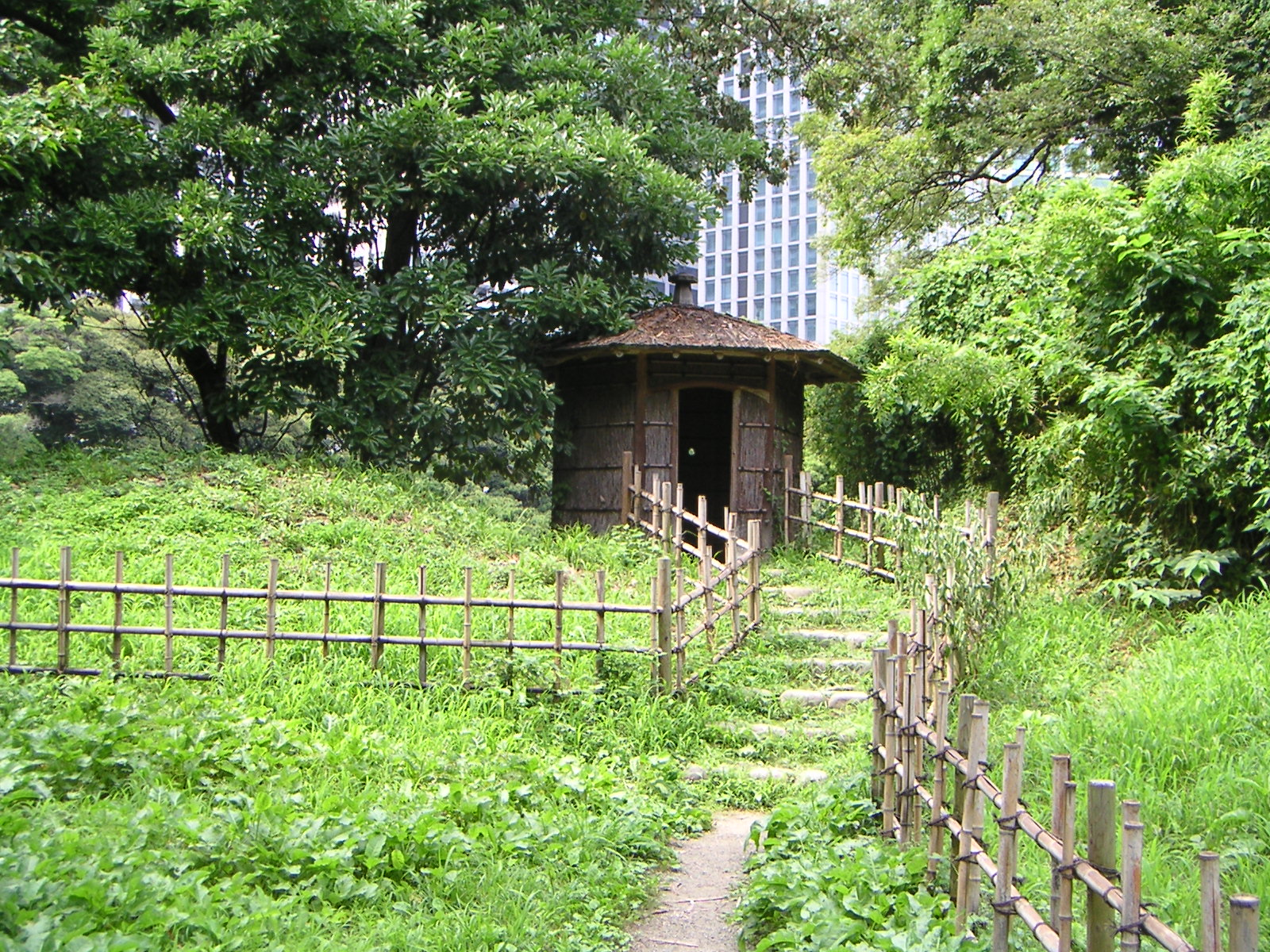
Hikibori (cabana de caça) a la vora de Shizen-za kamoba
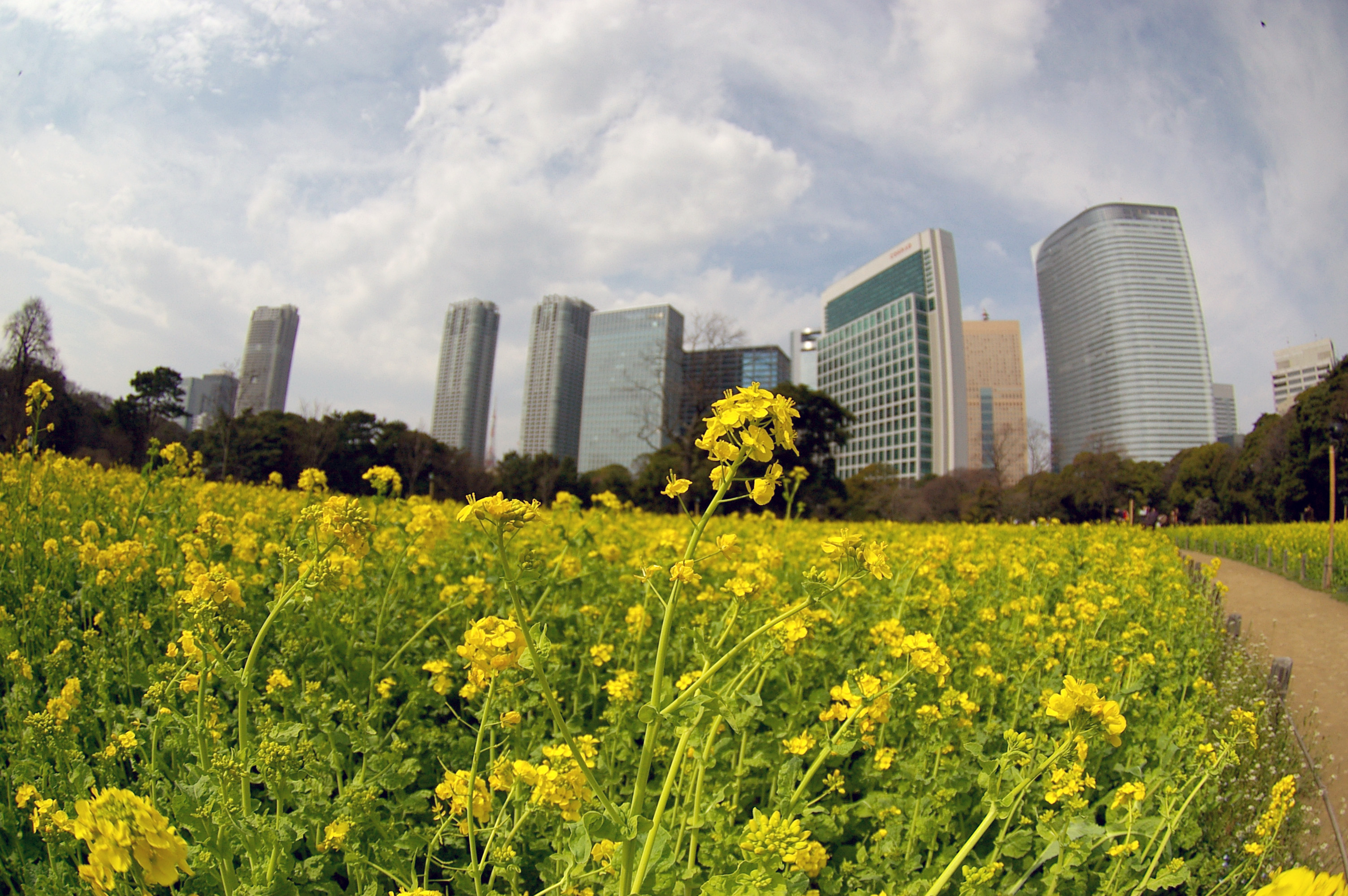
Colza i torres de Shiodome